# Mario Castelnuovo (album)
Mario Castelnuovo è il secondo album in studio del cantautore italiano omonimo, pubblicato nel 1984 dalla RCA Italiana.

## Descrizione
Due anni dopo la partecipazione del 1982 con Sette fili di canapa, il cantautore torna al Festival di Sanremo presentando Nina, uno dei brani più noti di Castelnuovo, il cui testo è ispirato dalle vicende reali dei genitori di Mario, conosciutisi durante la Seconda guerra mondiale.
Dopo il festival l'RCA Italiana pubblica quest'album, ancora prodotto come le incisioni precedenti, da Amedeo Minghi, che contiene anche Nina, introdotta alla fine del lato uno da un breve frammento corale intitolato .....Nina...Nina......
Anche la canzone pubblicata come retro del singolo Nina, intitolata Halley e dedicata all'omonima cometa, è inserita nell'album. I brani sono tutti scritti da Castelnuovo, tranne Vento nel vento che è una cover della canzone di Mogol e Lucio Battisti contenuta ne Il mio canto libero.
Tra le altre canzoni sono da citare Lo schiaffo del soldato, che trae spunto dall'invio dei militari italiani in Libano avvenuto pochi mesi prima, Amore impossibile, bel testo che presenta alcuni momenti particolari delle storie d'amore, e l'acustica Fiore di mezzanotte, ritratto di un'adolescente che vive nella campagna toscana.
Gli arrangiamenti sono curati da Renato Serio per Buona stella, Fiore di mezzanotte, .....Nina...Nina....., Nina e Vento nel vento, Romano Musumarra per Lo schiaffo del soldato e Halley, e dallo stesso Castelnuovo con Minghi per Amore impossibile e L'uragano e la rondine; l'assistente musicale che coordina gli arrangiamenti è Olimpio Petrossi, mentre Musumarra (tastierista de La Bottega dell'Arte) si occupa anche della scrittura degli archi e della direzione dell'orchestra.
La registrazione e i missaggi sono stati eseguiti negli studi RCA di Roma, ed il tecnico del suono è Maurizio Montanesi, tranne che per Fiore di mezzanotte e Vento nel vento, che sono stati registrati da Leandro Leandri.
Nel retro di copertina Castelnuovo ringrazia Vincenzo Micocci, Sergio Bardotti e Lilli Greco.
L'album è stato ristampato in CD dalla BMG Ricordi nel 2001.

## Tracce
Lato A
Testi e musiche di Mario Castelnuovo; edizioni musicali RCA Musica-IT.
1. Buona stella
2. Fiore di mezzanotte
3. Lo schiaffo del soldato
4. ... Nina ... Nina ...

Lato B
1. Nina (Mario Castelnuovo; edizioni musicali RCA Musica-IT)
2. Halley (Mario Castelnuovo; edizioni musicali RCA Musica-IT)
3. L'uragano e la rondine (Mario Castelnuovo; edizioni musicali RCA Musica-IT)
4. Vento nel vento (testo: Mogol – musica: Lucio Battisti; edizioni musicali Acqua Azzurra)

## Formazione
- Mario Castelnuovo – voce, chitarra
- Dino Kappa – basso
- Tony Cicco – batteria
- Massimo Buzzi – batteria
- Mario Schilirò – chitarra
- Mario Scotti – basso
- Alessandro Centofanti – tastiera
- Marco Manusso – chitarra
- Massimo Fumanti – chitarra
- Susanna Cervelli – voce solista (traccia 1), cori
- Patrizia Neri – cori
- Giulietta Zanardi – cori
- Roberta Petteruti – cori
- Orchestra d'archi (non sono riportati i nomi dei musicisti)